# Tephrocactus weberi
Tephrocactus weberi är en kaktusväxtart som först beskrevs av Carlos Luis Spegazzini, och fick sitt nu gällande namn av Curt Backeberg. Tephrocactus weberi ingår i släktet Tephrocactus och familjen kaktusväxter. Inga underarter finns listade i Catalogue of Life.

## Bildgalleri

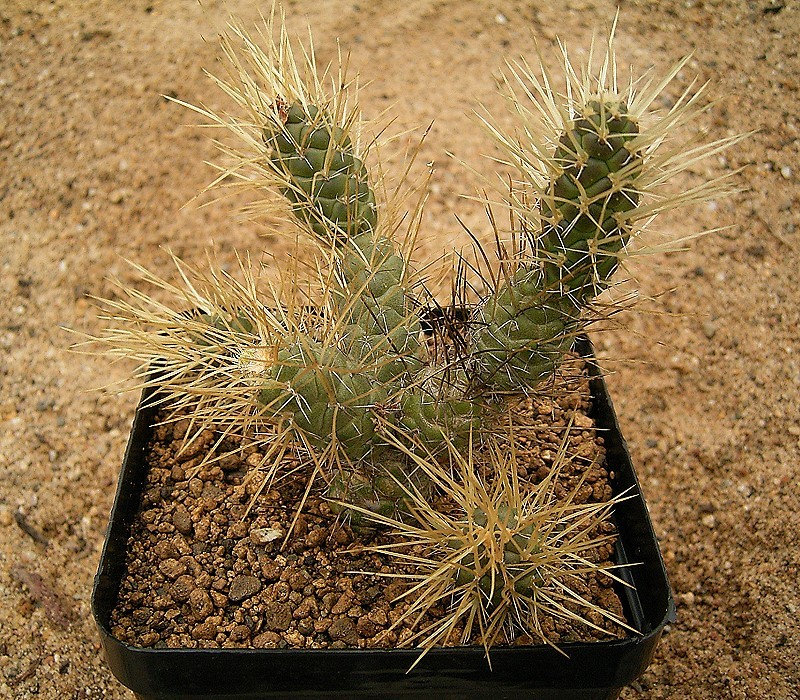
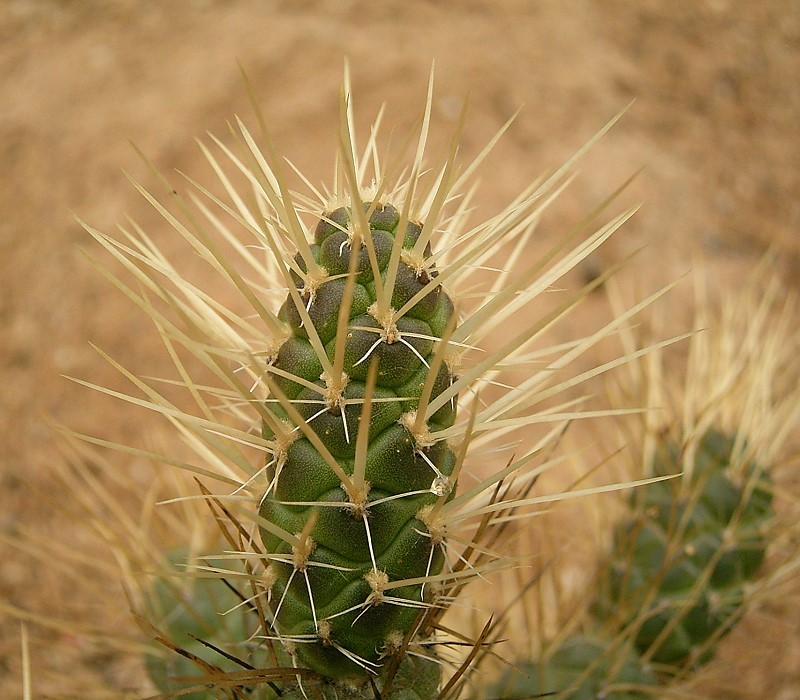